# Lino Ranieri
Lino Ranieri, auch Honil Ranieri ist ein italienischer Schauspieler und Filmregisseur.
Nach einigen Film-Nebenrollen in den 1960er Jahren drehte Ranieri (unter dem delphischen Vornamen-Pseudonym Honil) 1969 den psychedelischen Kriminalfilm Gli angeli del 2000, zu dem er auch das Drehbuch schrieb.

## Filmografie (Auswahl)
- 1964: Le belle famiglie (Episode Il bastardo della regina madre)
- 1966: Ramon il Messicano
- 1969: Gli angeli del 2000 (Regie und Drehbuch)